# بالا ماجيو
بالا ماجيو (بالإيطالية: PalaMaggiò)‏ صالة رياضية تستخدم لرياضة كرة السلة وتقام فيها أحياناً عدد من الفعاليات الرياضية، تقع في مدينة كازيرتا في إيطاليا، تتسع الصالة إلى 6,387 متفرج، وهي الصالة الرسمية لنادي يوفي كازيرتا باسكت الذي يلعب في ليغا باسكيت الدرجة الأولى، تم افتتاح القاعة سنة 1982.